# São Francisco do Conde
São Francisco do Conde là một đô thị thuộc bang Bahia, Brasil. Đô thị này có diện tích 266,631 km², dân số năm 2007 là 30690 người, mật độ 115,1 người/km².